# U17-Europamästerskapet i fotboll
U17-EM i fotboll är en årlig fotbollsturnering organiserad av Uefa. Från 1982 till 2001 var det en U16-turnering.

## Resultat

### U16-EM (1982–2001)
| År   | Värdnation   | Final           | Final          | Final         | Match om tredjepris | Match om tredjepris | Match om tredjepris |
| År   | Värdnation   | Vinnare         | Resultat       | Tvåa          | Trea                | Resultat            | Fyra                |
| ---- | ------------ | --------------- | -------------- | ------------- | ------------------- | ------------------- | ------------------- |
| 1982 | Italien      | Italien         | 1–0            | Västtyskland  | Jugoslavien         | 0–0 (4–2 str.)      | Finland             |
| 1984 | Västtyskland | Västtyskland    | 2–0            | Sovjetunionen | England             | 1–0                 | Jugoslavien         |
| 1985 | Ungern       | Sovjetunionen   | 4–0            | Grekland      | Spanien             | 1–0                 | Östtyskland         |
| 1986 | Grekland     | Spanien         | 2–1            | Italien       | Sovjetunionen       | 1–1 (9–8 str.)      | Östtyskland         |
| 1987 | Frankrike    | Italien         | 1–0            | Sovjetunionen | Frankrike           | 3–0                 | Turkiet             |
| 1988 | Spanien      | Spanien         | 0–0 (4–2 str.) | Portugal      | Östtyskland         | 0–0 (5–4 str.)      | Västtyskland        |
| 1989 | Danmark      | Portugal        | 4–1            | Östtyskland   | Frankrike           | 3–2                 | Spanien             |
| 1990 | Östtyskland  | Tjeckoslovakien | 00003–2 (e.f.) | Jugoslavien   | Polen               | 3–2                 | Portugal            |
| 1991 | Schweiz      | Schweiz         | 2–0            | Tyskland      | Grekland            | 1–1 (5–4 str.)      | Frankrike           |
| 1992 | Cypern       | Tyskland        | 2–1            | Spanien       | Italien             | 1–0                 | Portugal            |
| 1993 | Turkiet      | Polen           | 1–0            | Italien       | Tjeckoslovakien     | 2–1                 | Frankrike           |
| 1994 | Irland       | Turkiet         | 1–0            | Danmark       | Ukraina             | 2–0                 | Österrike           |
| 1995 | Belgien      | Portugal        | 2–0            | Spanien       | Tyskland            | 00002–1 (e.f.)      | Frankrike           |
| 1996 | Österrike    | Portugal        | 1–0            | Frankrike     | Israel              | 3–2                 | Grekland            |
| 1997 | Tyskland     | Spanien         | 0–0 (5–4 str.) | Österrike     | Tyskland            | 3–1                 | Schweiz             |
| 1998 | Skottland    | Irland          | 2–1            | Italien       | Spanien             | 2–1                 | Portugal            |
| 1999 | Tjeckien     | Spanien         | 4–1            | Polen         | Tyskland            | 2–1                 | Tjeckien            |
| 2000 | Israel       | Portugal        | 00002–1 (e.f.) | Tjeckien      | Nederländerna       | 5–0                 | Grekland            |
| 2001 | England      | Spanien         | 1–0            | Frankrike     | Kroatien            | 4–1                 | England             |

### U17-EM (sedan 2002)
| År   | Värdnation    | Final                                                   | Final                                                   | Final                                                   | Match om tredjepris                                     | Match om tredjepris                                     | Match om tredjepris                                     |                                                         |
| År   | Värdnation    | Vinnare                                                 | Resultat                                                | Tvåa                                                    | Trea                                                    | Resultat                                                | Fyra                                                    |                                                         |
| ---- | ------------- | ------------------------------------------------------- | ------------------------------------------------------- | ------------------------------------------------------- | ------------------------------------------------------- | ------------------------------------------------------- | ------------------------------------------------------- | ------------------------------------------------------- |
| 2002 | Danmark       | Schweiz                                                 | 0–0 (4–2 str.)                                          | Frankrike                                               | England                                                 | 4–1                                                     | Spanien                                                 |                                                         |
| 2003 | Portugal      | Portugal                                                | 2–1                                                     | Spanien                                                 | Österrike                                               | 1–0                                                     | England                                                 |                                                         |
| 2004 | Frankrike     | Frankrike                                               | 2–1                                                     | Spanien                                                 | Portugal                                                | 4–4 (3–2 str.)                                          | England                                                 |                                                         |
| 2005 | Italien       | Turkiet                                                 | 2–0                                                     | Nederländerna                                           | Italien                                                 | 00002–1 (e.f.)                                          | Kroatien                                                |                                                         |
| 2006 | Luxemburg     | Ryssland                                                | 2–2 (5–3 str.)                                          | Tjeckoslovakien                                         | Spanien                                                 | 1–1 (3–2 str.)                                          | Tyskland                                                |                                                         |
| 2007 | Belgien       | Spanien                                                 | 1–0                                                     | England                                                 | Belgien · Frankrike                                     | Match om tredjepris spelades ej.                        | Match om tredjepris spelades ej.                        |                                                         |
| 2008 | Turkiet       | Spanien                                                 | 4–0                                                     | Frankrike                                               | Nederländerna · Turkiet                                 | Match om tredjepris spelades ej.                        | Match om tredjepris spelades ej.                        |                                                         |
| 2009 | Tyskland      | Tyskland                                                | 00002–1 (e.f.)                                          | Nederländerna                                           | Italien · Schweiz                                       | Match om tredjepris spelades ej.                        | Match om tredjepris spelades ej.                        |                                                         |
| 2010 | Liechtenstein | England                                                 | 2–1                                                     | Spanien                                                 | Frankrike · Turkiet                                     | Match om tredjepris spelades ej.                        | Match om tredjepris spelades ej.                        |                                                         |
| 2011 | Serbien       | Nederländerna                                           | 5–2                                                     | Tyskland                                                | Danmark · England                                       | Match om tredjepris spelades ej.                        | Match om tredjepris spelades ej.                        |                                                         |
| 2012 | Slovenien     | Nederländerna                                           | 1–1 (5–4 str.)                                          | Tyskland                                                | Georgien · Polen                                        | Match om tredjepris spelades ej.                        | Match om tredjepris spelades ej.                        |                                                         |
| 2013 | Slovakien     | Ryssland                                                | 0–0 (5–4 str.)                                          | Italien                                                 | Slovakien · Sverige                                     | Match om tredjepris spelades ej.                        | Match om tredjepris spelades ej.                        |                                                         |
| 2014 | Malta         | England                                                 | 1–1 (4–1 str.)                                          | Nederländerna                                           | Portugal · Skottland                                    | Match om tredjepris spelades ej.                        | Match om tredjepris spelades ej.                        |                                                         |
| 2015 | Bulgarien     | Frankrike                                               | 4–1                                                     | Tyskland                                                | Belgien · Ryssland                                      | Match om tredjepris spelades ej.                        | Match om tredjepris spelades ej.                        |                                                         |
| 2016 | Azerbajdzjan  | Portugal                                                | 1–1 (5–4 str.)                                          | Spanien                                                 | Nederländerna · Tyskland                                | Match om tredjepris spelades ej.                        | Match om tredjepris spelades ej.                        |                                                         |
| 2017 | Kroatien      | Spanien                                                 | 2–2 (4–1 str.)                                          | England                                                 | Turkiet · Tyskland                                      | Match om tredjepris spelades ej.                        | Match om tredjepris spelades ej.                        |                                                         |
| 2018 | England       | Nederländerna                                           | 2–2 (4–1 str.)                                          | Italien                                                 | Belgien · England                                       | Match om tredjepris spelades ej.                        | Match om tredjepris spelades ej.                        |                                                         |
| 2019 | Irland        | Nederländerna                                           | 4–2                                                     | Italien                                                 | Spanien · Frankrike                                     | Match om tredjepris spelades ej.                        | Match om tredjepris spelades ej.                        |                                                         |
| 2020 | Estland       | Mästerskapet ställdes in på grund av covid-19-pandemin. | Mästerskapet ställdes in på grund av covid-19-pandemin. | Mästerskapet ställdes in på grund av covid-19-pandemin. | Mästerskapet ställdes in på grund av covid-19-pandemin. | Mästerskapet ställdes in på grund av covid-19-pandemin. | Mästerskapet ställdes in på grund av covid-19-pandemin. | Mästerskapet ställdes in på grund av covid-19-pandemin. |
| 2021 | Cypern        | Mästerskapet ställdes in på grund av covid-19-pandemin. | Mästerskapet ställdes in på grund av covid-19-pandemin. | Mästerskapet ställdes in på grund av covid-19-pandemin. | Mästerskapet ställdes in på grund av covid-19-pandemin. | Mästerskapet ställdes in på grund av covid-19-pandemin. | Mästerskapet ställdes in på grund av covid-19-pandemin. | Mästerskapet ställdes in på grund av covid-19-pandemin. |
| 2022 | Israel        | Frankrike                                               | 2–1                                                     | Nederländerna                                           | Portugal · Serbien                                      | Match om tredjepris spelades ej.                        | Match om tredjepris spelades ej.                        |                                                         |
| 2023 | Ungern        | Tyskland                                                | 0–0 (5–4 str.)                                          | Frankrike                                               | Polen · Spanien                                         | Match om tredjepris spelades ej.                        | Match om tredjepris spelades ej.                        |                                                         |
| 2024 | Cypern        | Italien                                                 | 3–0                                                     | Portugal                                                | Danmark · Serbien                                       | Match om tredjepris spelades ej.                        | Match om tredjepris spelades ej.                        |                                                         |